# Заохочення
Заохочення — метод мотивації, протилежний покаранню.
Являє собою похвалу, нагороду, те, чим заохочують кого-небудь.

## Види

### Матеріальне
- Медаль
- Нагорода
- Премія

### Моральне
- Подяка